# Laura del Colle
Laura del Colle (Rosario, 30 mei 1983) is een Argentijns hockeyster die uitkomt als doelvrouw. Ze nam eenmaal deel aan de Olympische Zomerspelen en behaalde hierbij een zilveren medaille.
Del Colle komt uit voor de Argentijnse hockeyploeg en werd geselecteerd voor de Argentijnse olympische selectie voor de Olympische Zomerspelen 2012. In 2012, op de Olympische Spelen in Londen, was Nederland te sterk in de strijd om de olympische titel. Argentinië slaagde erin om de finale te bereiken, daarin werd er met 2-0 verloren van Nederland. Ze won één keer de Champions Trophy, in 2012.

## Erelijst
- 2012 -  Champions Trophy te Rosarío (Arg)
- 2012 -  Olympische Spelen te Londen (Eng)